# 李丽丽 (1962年)
李丽丽（1962年10月—），广东汕头人，汉族，中国共产党党员。中华人民共和国政治人物、第十三届全国人民代表大会广东省代表。

## 生平
2018年，李丽丽被选为广东省出席第十三届全国人民代表大会代表。